# Confederazione italiana di base Unicobas
La Confederazione Intercategoriale di base - Unicobas è un'organizzazione sindacale  che si richiama al socialismo libertario, fondata nel 1990. 

## Organizzazione
Le sue radici si trovano nel fenomeno "Cobas" della fine anni ottanta; è stata la prima aggregazione di essi in forma confederale.
La sede nazionale è a Roma, esistono sedi in 21 provincie.
Fa parte della Federazione europea del sindacalismo alternativo e collabora in tale sede tra le altre, con la Confederación General del Trabajo spagnola.
L'AltrascuolA Unicobas è l'associazione culturale collegata della confederazione.